# بورتريه (مسلسل)
مسلسل بورتريه هو مسلسل سوري رومانسي عرض في عام 2020 على الفضائية السورية وبي إن دراما وتلفزيون قطر ومن تأليف تليد الخطيب ومن إخراج باسم سلكا.

## الأحداث
تدور أحداث المسلسل في إطار اجتماعي- تشويقي، حول قصّة حب بين “ريما” و”حازم”، تبدأ فصولها من لقاءٍ عابر في ظروفٍ غير اعتيادية، لكنّ هذه القصة ستثقلها أحقادُ ماضٍ عائلي مشترك بينهما، لم يكونا يعلمان عنه شيئاً، وسيلقي بظلاله على مستقبل علاقتهما. فهل يمكن لحبٍ نقي أن يزيل رواسب الماضي بين العائلتين، ويداوي جروحه الغائرة؟ أم سيتحول سيلاً جارفاً يدمر كل ما يحيط بالعاشقين، بسبب لعنة الحب السابق الذي لم يكتمل؟

## الممثلين
- فادي صبيح
- اكثم حمادة
- مديحة كنيفاتي
- ترف التقي
- هافال حمدي
- مهيار خضور
- نادين قدور
- يزن خليل
- نوار يوسف
- جفرا يونس
- رضوان قنطار
- همام أيمن رضا
- خالد شباط
- طيف إبراهيم
- سوزانا الوز
- لين غرة
- سارة الطويل
- ديما الحايك
- ايناس زريق
- تولين البكري
- أبو علي طليق
- مديحة كنيفاتي.